# شمال شرق إفريقيا

شمال شرق أفريقيا

شمال شرق أفريقيا هو مصطلح إقليمي جغرافي يستخدم للإشارة إلى بلدان أفريقيا الواقعة في البحر الأحمر وما حوله. المنطقة هي وسيطة بين شمال أفريقيا وشرق أفريقيا وتشمل أساسا القرن الأفريقي (إثيوبيا، وإريتريا، والصومال وجيبوتي)، والسودان، وجنوب السودان، ومصر، مع أن حدودها في بعض الأحيان تمتد لتشمل كينيا أو تشاد وليبيا. تتمتع المنطقة بتاريخ طويل جدًا من الاستيطان مع الاكتشافات الأحفورية من البشر الأوائل إلى الإنسان الحديث وهي واحدة من أكثر المناطق تنوعًا وراثيًا ولغويًا في العالم، كونها موطنًا للعديد من الحضارات ولأنها قع على طريق تجاري مهم يربط العديد القارات.